# Xavier Chen
Xavier Chen - em chinês tradicional, 陳昌源/夏維耶 (Sint-Agatha-Berchem, 5 de outubro de 1983) é um futebolista belgo-taiwanês que atua como lateral-direito. Atualmente encontra-se desempregado.

## Biografia

### Categorias de base e formação em advocacia
Sua primeira experiência futebolística foi em 1991, aos 8 anos de idade, quando entrou nas categorias de base do Anderlecht, principal clube de futebol da Bélgica, onde permaneceria até 2003. Paralelamente, estudava na Universidade de Bruxelas, formando-se em advocacia, porém não chegou a exercer a profissão.

### Carreira profissional
Não tendo conseguido jogar nenhuma vez como atleta profissional dos Mauves, foi para o KV Kortrijk, então na terceira divisão belga, em 2003. Na temporada 2004-05, o clube ficou a 2 pontos dos playoffs de acesso, e a carreira de Chen deslancharia na edição seguinte da segunda divisão, quando participou em 21 partidas. Em 2006-07, o Kortrijk não conseguiu a promoção à Jupiler Pro League, ficando em último lugar nos playoffs.

### 2007-2013: na primeira divisão
Depois de 38 jogos e nenhum gol marcado, o Kortrijk liberou Chen para assinar com o KV Mechelen para a disputa da primeira divisão. A estreia do lateral foi justamente contra o Anderlecht, seu primeiro clube formador, que derrotou os Yellow Reds por 2 a 1.

### Guizhou Renhe e volta ao Mechelen
Até 2013, foram 124 partidas disputadas e novamente Chen não conseguiu balançar as redes. Em 2013, foi contratado pelo Guizhou Renhe, onde atuou em 75 jogos e marcou 2 gols - os primeiros dele como profissional em nível de clubes. Ainda voltaria ao Mechelen em 2016, porém não repetiu o desempenho da primeira passagem, tendo disputado apenas 15 partidas.

## Seleções

### Bélgica Sub-19
Jogou pela Seleção Belga sub-19 entre 2001 e 2002, disputando a Eurocopa da categoria neste último ano. A equipe não fez boa campanha, ficando na lanterna de seu grupo que tinha, também, as seleções alemã, irlandesa e inglesa.

### Taipé Chinês
Ginola Chen, então diretor de relações-públicas da Associação de Futebol de Taipé Chinês (CTFA), escolheu o KV Mechelen para jogar uma partida de FIFA 10. Agradado, procurou informações sobre o lateral-direito na internet. Em outubro de 2009, entrou em contato com Xavier Chen por e-mail e descobriu que o jogador era elegível para defender a seleção nacional. Pouco depois, os dois (sem relação de parentesco, apesar do sobrenome igual) encontraram-se em Bruxelas para a definição sobre Xavier Chen representar ou não a seleção de Taipé Chinês.
Em 2010, o jogador viajou para a ilha para rever seu avô, que trabalhava como diplomata. Sabendo que as chances de defender a seleção principal da Bélgica eram praticamente nulas, o lateral-direito decidiu jogar pela seleção de Taipé Chinês, fazendo sua estreia no ano seguinte, contra a Malásia - Chen marcou o terceiro gol na vitória por 3 a 2 no jogo de volta da fase preliminar das eliminatórias asiáticas para a Copa de 2014, que no entanto foi insuficiente para a classificação dos Azuis e Brancos, uma vez que os Tigres avançaram pelo gol fora.
Em 9 jogos pela seleção, Xavier Chen marcou ainda outros 2 gols, contra Macau (amistoso, em 2015) e Singapura, em 2017 (eliminatórias da Copa da Ásia de 2019).